# Štolpišská silnice
Štolpišská silnice je unikátní horská silnice vedoucí od Ferdinandova pod Jizeru.

## Historie
K vybudování Štolpišské silnice došlo v roce 1891. Od svého vzniku byla velmi oblíbená mezi turisty i fotografy. Velkou ránu zasadil silnici konec druhé světové války a odsun Němců, kdy zanikla řada spolků pečujících o silnici. V roce 1958 ji postihly povodně a od té doby přestala sloužit lesnímu hospodářství. Na přelomu 20. a 21. století se objevili snahy o znovuzprovoznění cesty, nakonec došlo pouze k opravě nejvíce poškozených úseků. Dnes je určena hlavně turistům a cykloturistům, v zimě i lyžařům.

## Průběh cesty
Z hlavní silnice u chaty Smědava odbočuje Štolpišská silnice. Stoupá k rozcestí Na Knajpě a poté pokračuje náhorní planinou až do míst, kde pramení Velký Štolpich.
Při stavbě silnice musely být v těchto místech překonány podmáčené a rašelinné úseky. Nejprve je bylo potřeba odlesnit a odvodnit pomocí příkopů, které byly hluboko zaříznuty do mohutných vrstev rašeliny. Dnes jsou tato místa zpevněna betonovými panely nebo živičným povrchem.
Tato silnice bývá v létě velmi využívána cyklisty a v zimě po ní vede trasa lyžařské magistrály.
V dřívějších dobách bývala spojnice zvaná i Alpská. Tento název je oprávněný, protože byla navržena vskutku odvážně. Vodní tok překlenulo několik mostů a největší klesání divokou roklí Štolpichu překonali stavitelé velkou protáhlou zatáčkou. Nebylo vůbec jednoduché toto postavit, a proto v těchto místech stojí velká opěrná zeď, zvaná Galerie. Na stavbu této opěrné zdi bylo použito stovky na sebe narovnaných žulových kvádrů. Tato kyklopská práce našich předků uvádí v úžas každého návštěvníka. V dnešní době se jedná o stavebně-technickou památku, kterou je potřeba zachovat pro další generace.
V závěru už tato významná komunikace mírně klesá k Ferdinandovu. V těchto místech z ní odbočuje jiná silnice, takzvaná Rauscheckova cesta. Ta od těchto míst dosti strmě vystupuje ke křižovatce zvané Hřebínek.
Na konci druhé světové války těmito místy ustupovala jednotka německé armády. Po pětadvaceti letech se v těchto místech nacházely trosky obrněného vozidla a pojízdné dílny. Podél cesty vedla ještě mnoho let po válce stará telefonní linka, která spojovala ferdinandovskou hájovnu s Novou loukou. V letech 1998 až 1999 byla cesta za velkých nákladů opravena.
Stavba Štolpišské silnice byla dokončena v roce 1891. Stala se velkou chloubou tehdejších stavitelů jizerskohorských cest. Lesnický personál o cestu velmi pečoval. Každý vzniklý výmol byl ihned opraven, takže vozovka byla stále sjízdná pro koňmi tažené povozy a kočáry.
V roce 1958, kdy toto území zachvátily povodně, byla silnice velmi narušena. Teprve v roce 2000 byly její dva úseky zrekonstruovány.

### Galerie
Galerie je nejunikátnější úsek Štolpišské silnice. Vede místem s největším stoupáním. Silnice je zde vedena prostřednictvím serpentiny, která se točí o 180°. K realizaci tohoto úseku bylo nutné vytvořit opěrnou zeď, vysokou 8–10 metrů. Horní část zdi tvoří masivní kamenné bloky a také je opatřena zábradlím. Hodně strmý je také úsek nad Galerií, jenž je opatřen vysokými patníky.